# Liste des arénas de la Ligue nationale de hockey
Cette liste présente les patinoires (aussi appelées arénas) des franchises de la Ligue nationale de hockey (LNH). Elle inclut les anciennes patinoires qui ne sont plus utilisées, les actuelles et les projets potentiels.
En 2018, le Madison Square Garden est la seule patinoire qui n'est pas nommée d'après une entreprise sponsor des lieux.

## Franchises actuelles

### Association de l'Est
| Franchise                                                      | Patinoire | Années d'utilisation | Capacité | Ouverture | Ville          |
| -------------------------------------------------------------- | --- | -------------------- | -------- | --------- | -------------- |
| Bruins de Boston                                               | TD Garden TD Banknorth Garden (2005-2009) FleetCenter (1995–2005) Shawmut Center (1995) | Depuis 1995          | 17 565   | 1995      | Boston         |
| Bruins de Boston                                               | Boston Garden (1928) | 1928-1995            | 14 448   | 1928      | Boston         |
| Bruins de Boston                                               | Boston Arena Matthews Arena (depuis 1979) | 1924-1928            | 5 900    | 1910      | Boston         |
| Sabres de Buffalo                                              | KeyBank Center First Niagara Center (2011-2016) HSBC Arena (1999-2011) Marine Midland Arena (1996-1999) | Depuis 1996          | 18 690   | 1996      | Buffalo        |
| Sabres de Buffalo                                              | Buffalo Memorial Auditorium | 1970-1996            | 16 230   | 1940      | Buffalo        |
| Red Wings de Détroit (Falcons de Détroit) (Cougars de Détroit) | Little Caesars Arena | Depuis 2017          | 19 515   | 2017      | Détroit        |
| Red Wings de Détroit (Falcons de Détroit) (Cougars de Détroit) | Joe Louis Arena | 1979-2017            | 20 066   | 1979      | Détroit        |
| Red Wings de Détroit (Falcons de Détroit) (Cougars de Détroit) | Olympia Stadium | 1927-1979            | 16 700   | 1927      | Détroit        |
| Red Wings de Détroit (Falcons de Détroit) (Cougars de Détroit) | Border Cities Arena (en) Windsor Arena | 1926-1927            | 3 600    | 1924      | Windsor        |
| Panthers de la Floride                                         | Amerant Bank Arena FLA Live Arena (2021–2023) BB&T Center (2012–2021) BankAtlantic Center (2005–2012) Office Depot Center (2002-2005) National Car Rental Center (1998-2002) Broward County Civic Arena (1998) | Depuis 1998          | 19 250   | 1998      | Sunrise        |
| Panthers de la Floride                                         | Miami Arena | 1993-1998            | 14 696   | 1988      | Miami          |
| Canadiens de Montréal                                          | Centre Bell Centre Molson (1996-2002) | Depuis 1996          | 21 273   | 1996      | Montréal       |
| Canadiens de Montréal                                          | Forum de Montréal | 1926-1996            | 17 959   | 1924      | Montréal       |
| Canadiens de Montréal                                          | Aréna Mont-Royal | 1919-1926            | 10 000   | 1919      | Montréal       |
| Canadiens de Montréal                                          | Aréna Jubilée | 1909-1919            | 3 000    | 1908      | Montréal       |
| Sénateurs d'Ottawa                                             | Centre Canadian Tire Place Banque Scotia (2006-2013) Corel Centre (1996-2006) The Palladium (1996) | Depuis 1996          | 19 153   | 1996      | Ottawa         |
| Sénateurs d'Ottawa                                             | Ottawa Civic Centre | 1992-1996            | 6 300    | 1968      | Ottawa         |
| Lightning de Tampa Bay                                         | Amalie Arena Tampa Bay Times Forum (2011-2014) St. Pete Times Forum (2002–2011) Ice Palace (1996-2002) | Depuis 1996          | 19 758   | 1996      | Tampa          |
| Lightning de Tampa Bay                                         | Thunderdome Tropicana Field (1993-1996) Florida Suncoast Dome (1990-1993) | 1993-1996            | 26 000   | 1990      | St. Petersburg |
| Lightning de Tampa Bay                                         | Expo Hall | 1992-1993            | 10 425   | 1977      | Tampa          |
| Maple Leafs de Toronto (Toronto St. Patricks) (Toronto Arenas) | Scotiabank Arena Centre Air Canada (1999-2018) | Depuis 1999          | 18 819   | 1999      | Toronto        |
| Maple Leafs de Toronto (Toronto St. Patricks) (Toronto Arenas) | Maple Leaf Gardens | 1931-1999            | 15 837   | 1931      | Toronto        |
| Maple Leafs de Toronto (Toronto St. Patricks) (Toronto Arenas) | Mutual Street Arena Arena Gardens (1912-1932) | 1917-1931            | 7 500    | 1912      | Toronto        |

| Franchise                                                                           | Patinoire | Années d'utilisation   | Capacité | Ouverture | Ville           |
| ----------------------------------------------------------------------------------- | --- | ---------------------- | -------- | --------- | --------------- |
| Hurricanes de la Caroline (Whalers de Hartford) (Whalers de la Nouvelle-Angleterre) | PNC Arena RBC Center (2002-2012) Raleigh Entertainment and Sports Arena (1999-2002)                           | Depuis 1999            | 18 730   | 1999      | Raleigh         |
| Hurricanes de la Caroline (Whalers de Hartford) (Whalers de la Nouvelle-Angleterre) | Greensboro Coliseum                                                                                           | 1997-1999              | 20 800   | 1959      | Greensboro      |
| Hurricanes de la Caroline (Whalers de Hartford) (Whalers de la Nouvelle-Angleterre) | Springfield Civic Center MassMutual Center (depuis 2005)                                                      | 1978-1980              | 6 679    | 1972      | Springfield     |
| Hurricanes de la Caroline (Whalers de Hartford) (Whalers de la Nouvelle-Angleterre) | Hartford Civic Center                                                                                         | 1980-1997 1975-1978    | 15 635   | 1975      | Hartford        |
| Blue Jackets de Columbus                                                            | Nationwide Arena                                                                                              | Depuis 2000            | 18 136   | 2000      | Columbus        |
| Devils du New Jersey (Rockies du Colorado) (Scouts de Kansas City)                  | Prudential Center                                                                                             | Depuis 2007            | 16 514   | 2007      | Newark          |
| Devils du New Jersey (Rockies du Colorado) (Scouts de Kansas City)                  | Continental Airlines Arena Brendan Byrne Arena (1981-1996)                                                    | 1982-2007              | 19 040   | 1981      | East Rutherford |
| Devils du New Jersey (Rockies du Colorado) (Scouts de Kansas City)                  | McNichols Sports Arena                                                                                        | 1976-1982              | 16 061   | 1975      | Denver          |
| Devils du New Jersey (Rockies du Colorado) (Scouts de Kansas City)                  | Kemper Arena                                                                                                  | 1974-1976              | 17 647   | 1974      | Kansas City     |
| Islanders de New York                                                               | UBS Arena | Depuis 2021            | 17 113   | 2021      | Elmont          |
| Islanders de New York                                                               | Barclays Center                                                                                               | 2015-2021              | 15 795   | 2012      | New York        |
| Islanders de New York                                                               | Nassau Veterans Memorial Coliseum                                                                             | 1972-2015 et 2018-2021 | 16 250   | 1972      | Uniondale       |
| Rangers de New York                                                                 | Madison Square Garden (IV)                                                                                    | Depuis 1968            | 18 006   | 1968      | New York        |
| Rangers de New York                                                                 | Madison Square Garden (III)                                                                                   | 1926-1968              | 15 000   | 1925      | New York        |
| Flyers de Philadelphie                                                              | Wells Fargo Center Wachovia Center (2003-2010) First Union Center (1998-2003) CoreStates Center (1996-1998)   | Depuis 1996            | 19 523   | 1996      | Philadelphie    |
| Flyers de Philadelphie                                                              | The Spectrum Wachovia Spectrum (depuis 2003) First Union Spectrum (1998-2003) CoreStates Spectrum (1994-1998) | 1967-1996              | 17 380   | 1967      | Philadelphie    |
| Penguins de Pittsburgh                                                              | PPG Paints Arena Consol Energy Center (2010-2016)                                                             | Depuis 2010            | 18 087   | 2010      | Pittsburgh      |
| Penguins de Pittsburgh                                                              | Mellon Arena Pittsburgh Civic Arena (1961-1999)                                                               | 1967-2010              | 16 958   | 1961      | Pittsburgh      |
| Capitals de Washington                                                              | Capital One Arena Verizon Center (2006-2017) MCI Center (1997-2006)                                           | Depuis 1997            | 18 500   | 1997      | Washington DC   |
| Capitals de Washington                                                              | US Airways Arena Capital Centre (1973-1993 et depuis 1996)                                                    | 1974-1997              | 18 130   | 1973      | Landover        |

### Association de l'Ouest
| Franchise                                                                                                   | Patinoire | Années d'utilisation | Capacité | Ouverture | Ville          |
| --- | --- | -------------------- | -------- | --------- | -------------- |
| Blackhawks de Chicago (Black Hawks de Chicago)                                                              | United Center | Depuis 1994          | 20 500   | 1994      | Chicago        |
| Blackhawks de Chicago (Black Hawks de Chicago)                                                              | Chicago Stadium | 1929-1994            | 17 317   | 1929      | Chicago        |
| Blackhawks de Chicago (Black Hawks de Chicago)                                                              | Chicago Coliseum | 1926-1929            | 6 000    | 1899      | Chicago        |
| Avalanche du Colorado (Nordiques de Québec)                                                                 | Ball Arena Pepsi Center (1999-2020)                                                                                                | Depuis 1999          | 18 007   | 1999      | Denver         |
| Avalanche du Colorado (Nordiques de Québec)                                                                 | McNichols Sports Arena | 1995-1999            | 16 061   | 1975      | Denver         |
| Avalanche du Colorado (Nordiques de Québec)                                                                 | Colisée de Québec Colisée Pepsi (depuis 1999)                                                                                      | 1972-1995            | 15 399   | 1949      | Québec         |
| Stars de Dallas (North Stars du Minnesota)                                                                  | American Airlines Center | Depuis 2001          | 18 532   | 2001      | Dallas         |
| Stars de Dallas (North Stars du Minnesota)                                                                  | Reunion Arena | 1993-2001            | 17 001   | 1980      | Dallas         |
| Stars de Dallas (North Stars du Minnesota)                                                                  | Metropolitan Sports Center | 1967-1993            | 15 000   | 1967      | Bloomington    |
| Wild du Minnesota                                                                                           | Xcel Energy Center | Depuis 2000          | 18 064   | 2000      | Saint Paul     |
| Predators de Nashville                                                                                      | Bridgestone Arena Sommet Center (2007-2010) Gaylord Entertainment Center (1999-2007) Nashville Arena (1996-1999)                   | Depuis 1998          | 17 113   | 1996      | Nashville      |
| Blues de Saint-Louis                                                                                        | Enterprise Center Scottrade Center (2006-2018) Savvis Center (2000-2006) Kiel Center (1994-2000)                                   | Depuis 1994          | 19 150   | 1994      | Saint-Louis    |
| Blues de Saint-Louis                                                                                        | St. Louis Arena The Checkerdome (1977-1983)                                                                                        | 1967-1994            | 20 000   | 1929      | Saint-Louis    |
| Mammoth de l'Utah (Club de hockey de l'Utah) (Coyotes de l'Arizona) (Coyotes de Phoenix) (Jets de Winnipeg) | Delta Center | Depuis 2024          | 16 200   | 1991      | Salt Lake City |
| Mammoth de l'Utah (Club de hockey de l'Utah) (Coyotes de l'Arizona) (Coyotes de Phoenix) (Jets de Winnipeg) | Mullett Arena (en) | 2022-2024            | 4 600    | 2022      | Tempe          |
| Mammoth de l'Utah (Club de hockey de l'Utah) (Coyotes de l'Arizona) (Coyotes de Phoenix) (Jets de Winnipeg) | Gila River Arena Jobing.com Arena (2007-2014) Glendale Arena (2003-2006)                                                           | 2003-2022            | 17 799   | 2003      | Glendale       |
| Mammoth de l'Utah (Club de hockey de l'Utah) (Coyotes de l'Arizona) (Coyotes de Phoenix) (Jets de Winnipeg) | Footprint Center (depuis 2020) Talking Stick Resort Arena (2015-2020) US Airways Center (2005-2015) America West Arena (1992-2005) | 1996-2003            | 16 210   | 1992      | Phoenix        |
| Mammoth de l'Utah (Club de hockey de l'Utah) (Coyotes de l'Arizona) (Coyotes de Phoenix) (Jets de Winnipeg) | Winnipeg Arena | 1972-1996            | 15 393   | 1955      | Winnipeg       |
| Jets de Winnipeg (Thrashers d'Atlanta)                                                                      | Canada Life Centre Bell MTS Place (2017-2021) MTS Centre (2011-2017)                                                               | Depuis 2011          | 15 294   | 2004      | Winnipeg       |
| Jets de Winnipeg (Thrashers d'Atlanta)                                                                      | Philips Arena | 1999-2011            | 18 750   | 1999      | Atlanta        |

| Franchise                                | Patinoire | Années d'utilisation | Capacité | Ouverture | Ville       |
| ---------------------------------------- | --- | -------------------- | -------- | --------- | ----------- |
| Ducks d'Anaheim (Mighty Ducks d'Anaheim) | Honda Center Arrowhead Pond of Anaheim (1993-2006) Anaheim Arena (1993)                                                        | Depuis 1993          | 17 174   | 1993      | Anaheim     |
| Flames de Calgary (Flames d'Atlanta)     | Scotiabank Saddledome Pengrowth Saddledome (2000-2010) Canadian Airlines Saddledome (1996-2000) Olympic Saddledome (1983-1996) | Depuis 1983          | 19 289   | 1983      | Calgary     |
| Flames de Calgary (Flames d'Atlanta)     | Stampede Corral | 1980-1983            | 7 424    | 1950      | Calgary     |
| Flames de Calgary (Flames d'Atlanta)     | Omni Coliseum | 1972-1980            | 15 278   | 1972      | Atlanta     |
| Oilers d'Edmonton (Oilers de l'Alberta)  | Rogers Place | Depuis 2016          | 18 500   | 2016      | Edmonton    |
| Oilers d'Edmonton (Oilers de l'Alberta)  | Rexall Place Skyreach Centre (1998-2003) Edmonton Coliseum (1995-1998) Northlands Coliseum (1974-1995)                         | 1974-2016            | 16 839   | 1974      | Edmonton    |
| Oilers d'Edmonton (Oilers de l'Alberta)  | Edmonton Gardens (en) | 1972-1974            | 7 200    | 1913      | Edmonton    |
| Golden Knights de Vegas                  | T-Mobile Arena | Depuis 2017          | 17 368   | 2016      | Las Vegas   |
| Kings de Los Angeles                     | Crypto.com Arena Staples Center (1999-2021)                                                                                    | Depuis 1999          | 18 118   | 1999      | Los Angeles |
| Kings de Los Angeles                     | Great Western Forum (1988-2005) The Forum (1967-1988)                                                                          | 1967-1999            | 16 005   | 1967      | Inglewood   |
| Sharks de San José                       | SAP Center at San Jose HP pavilion at San Jose (2002-2012) Compaq Center at San Jose (2001-2002) San Jose Arena (1993-2001)    | Depuis 1993          | 17 575   | 1993      | San José    |
| Sharks de San José                       | Cow Palace | 1991-1993            | 11 089   | 1941      | Daly City   |
| Kraken de Seattle                        | Climate Pledge Arena | Depuis 2021          | 17 100   | 2021      | Seattle     |
| Canucks de Vancouver                     | Rogers Arena General Motors Place (1995-2010)                                                                                  | Depuis 1995          | 18 890   | 1995      | Vancouver   |
| Canucks de Vancouver                     | Pacific Coliseum | 1970-1995            | 16 150   | 1967      | Vancouver   |

## Anciennes franchises
| Franchise                                                                                   | Patinoire                             | Années d'utilisation | Capacité | Ouverture | Ville        |
| ------------------------------------------------------------------------------------------- | ------------------------------------- | -------------------- | -------- | --------- | ------------ |
| Americans de Brooklyn (Americans de New York)                                               | Madison Square Garden III             | 1925-1942            | 15 928   | 1925      | New York     |
| Barons de Cleveland (Golden Seals de la Californie) (Seals d'Oakland) (Seals de Californie) | Richfield Coliseum                    | 1976-1978            | 18 544   | 1974      | Richfield    |
| Barons de Cleveland (Golden Seals de la Californie) (Seals d'Oakland) (Seals de Californie) | Oakland-Alameda County Coliseum Arena | 1967-1976            | 13 061   | 1966      | Oakland      |
| Tigers de Hamilton (Club athlétique de Québec)                                              | Barton Street Arena (en)              | 1920-1925            | 4 500    | 1910      | Hamilton     |
| Tigers de Hamilton (Club athlétique de Québec)                                              | Québec Arena                          | 1919-1920            | 6 000    | 1913      | Québec       |
| Quakers de Philadelphie (Pirates de Pittsburgh)                                             | Philadelphia Arena                    | 1930-1931            | 4 000    | 1920      | Philadelphie |
| Quakers de Philadelphie (Pirates de Pittsburgh)                                             | Duquesne Gardens                      | 1925-1930            | 6 500    | 1890      | Pittsburgh   |
| Maroons de Montréal                                                                         | Forum de Montréal                     | 1924-1938            | 17 959   | 1924      | Montréal     |
| Wanderers de Montréal                                                                       | Aréna de Montréal                     | 1917-1918            | 6 000    | 1898      | Montréal     |
| Eagles de Saint-Louis (Sénateurs d'Ottawa (1893-1934))                                      | St. Louis Arena                       | 1934-1935            | 20 000   | 1929      | St. Louis    |
| Eagles de Saint-Louis (Sénateurs d'Ottawa (1893-1934))                                      | Auditorium d'Ottawa                   | 1923-1934            | 10 000   | 1923      | Ottawa       |
| Eagles de Saint-Louis (Sénateurs d'Ottawa (1893-1934))                                      | Dey's Arena (en)                      | 1917-1923            | 7 000    | 1907      | Ottawa       |

## Projets de futures patinoires
| Franchise          | Patinoire                  | Capacité | Ouverture | Ville   | Sources |
| ------------------ | -------------------------- | -------- | --------- | ------- | ------- |
| Sénateurs d'Ottawa | Ottawa Major Events Centre | 18 000   | 2021      | Ottawa  | ,       |
| Flames de Calgary  | Calgary Event Centre       | 19 000   | 2024      | Calgary | [ 24 ]  |